# Riot!
Riot! (Vzpoura!) je druhé studiové album americké pop-punkové kapely Paramore. Bylo vydáno 12. června 2007.

## Seznam skladeb
1. „For a Pessimist, I'm Pretty Optimistic“
2. „That's What You Get“
3. „Hallelujah“
4. „Misery Business“
5. „When It Rains“
6. „Let the Flames Begin“
7. „Miracle“
8. „Crushcrushcrush“
9. „We Are Broken“
10. „Fences“
11. „Born for This“

## Zajímavosti
- Největším hitem alba se stala píseň „Misery Business“. Klipy byly natočeny pouze k písním „Misery Business“, „That's What You Get“ a „Crushcrushcrush“.